# Sneeuwgeit
De sneeuwgeit (Oreamnos americanus) is een groot hoefdier uit de Rocky Mountains. Ondanks zijn naam is hij nauwer verwant aan de gems dan aan de geit. Om die reden wordt hij soms ook sneeuwgems genoemd.

## Verspreiding en leefgebied
De sneeuwgeit komt voor op steile hellingen, hoog in de gebergten van het westen en het noordwesten van Noord-Amerika, in Zuidoost-Alaska, Zuid-Yukon, en Zuidwest-Mackenzie tot Oregon, Noord-Idaho en Noordwest-Montana. Ook in andere berggebieden in Noord-Amerika is hij ingevoerd, waaronder in Nevada, Utah, Colorado, Wyoming en South Dakota.
's Zomers leeft hij tot op 4000 meter hoogte, 's winters is hij lager te vinden in de alpenweiden tot aan de rand van de boomgrens en zelfs in de dalen. Hij waagt zich 's zomers geregeld boven de sneeuwgrens, waar weinig andere grote dieren zich wagen. Dit gebied is door de sneeuw, ijs en steile rotsen vrij ontoegankelijk. De sneeuwgeit weet echter te overleven op de steilste rotswanden en aan de rand van gletsjers en de eeuwige sneeuw. Het is een behendig klimmer, die van rots naar rots springt en sprongen van acht meter naar beneden zal maken.

## Beschrijving
De sneeuwgeit is een grof hoefdier met korte, stevige poten. De sneeuwgeit heeft een vrij dikke huid op de achterzijde van het lichaam: bij een bok is de huid op de achterzijde tot 2,1 centimeter dik, en op de achterpoten tot 1,5 centimeter. Dit dient als bescherming tegen de scherpe hoorns van andere mannetjes in gevechten.
De sneeuwgeit heeft een gelig witte vacht, bestaande uit een dichte wollige ondervacht en daarover langere dekharen. De ondervacht houdt de warmte vast. Op de nek, schouders en achterlijf lopen lange manen, en de poten hebben een dikke "broek" van lange haren. Onder de kin loopt een baardje, dat tot twaalf centimeter lang kan worden. De rui valt in juli. De wintervacht is langer dan de zomervacht.
De hoeven zijn breed, met zachte eeltkussens en een harde rand, zodat het dier niet door de sneeuw zakt en houvast heeft op de steilste hellingen. Beide geslachten hebben hoorns, alhoewel die van het mannetje (bok) dikker zijn. De zwarte hoorntjes zijn puntig en achterwaarts gekromd. Ze worden 15 tot 30 centimeter lang, bij vrouwtjes tot 23 centimeter. Op de achterzijde van de kop heeft het dier geurklieren.
De grootte van de sneeuwgeit verschilt per regio. Dieren in zuidelijke streken zijn kleiner dan noordelijke dieren. De sneeuwgeit heeft een kop-romplengte van 120 tot 180 centimeter, een schofthoogte van 90 tot 120 centimeter en een lichaamsgewicht van 46 tot 140 kilogram. Bokken worden groter dan de wijfjes. De bok heeft een schofthoogte tot 122 centimeter, een kop-romplengte tot 175 centimeter en een lichaamsgewicht van 70 tot 140 kilogram, de geit heeft een schofthoogte tot 92 centimeter, een kop-romplengte tot 145 centimeter en een lichaamsgewicht van 53 tot 71 kilogram. De korte staart is 8,4 tot 20 centimeter lang.

## Gedrag
De sneeuwgeit eet gras, jonge scheuten, bladeren en twijgen van struiken. 's Winters eet hij voornamelijk mos en korstmos, twijgen van dennen, sparren, jeneverbes en ratelpopulier, en de wortelstokken van varens. Ook likt hij aan rotsen om zo minerale zouten binnen te krijgen.
Vrouwtjes leven met hun jongen in groepjes van twee tot zes dieren. De bokken leven voornamelijk solitair. In de winter, tijdens hevige sneeuwstormen, kunnen verscheidene groepen sneeuwgeiten zich samenvoegen tot grotere groepjes van vijftien tot twintig dieren. Ze zijn voornamelijk in de ochtend en avond actief, soms ook op heldere nachten. Vaak zullen de dieren stofbaden nemen. Op warme dagen zoekt hij de koelte van de schaduw of een bed van sneeuw, waar hij op gaat liggen. De sneeuwgeit kan vaak op een uitstekende punt gezien worden, vanwaar hij de omgeving in de gaten houdt.
Hoewel de sneeuwgeit goed is aangepast aan het leven op steile rotskliffen, komen ongelukken voor. Lawines en vallende rotsen maken de grootste slachtoffers onder sneeuwgeiten. Doordat de sneeuwgeiten zo hoog leven, zijn ze veilig voor predatoren. Enkel de steenarend zal een jong aanvallen. Roofdieren die de sneeuwgeit kan tegenkomen in de dalen, als de poema, kunnen een sneeuwgeit aanvallen, maar de sneeuwgeit is met zijn scherpe hoeven een gevaarlijk prooidier.

### Voortplanting

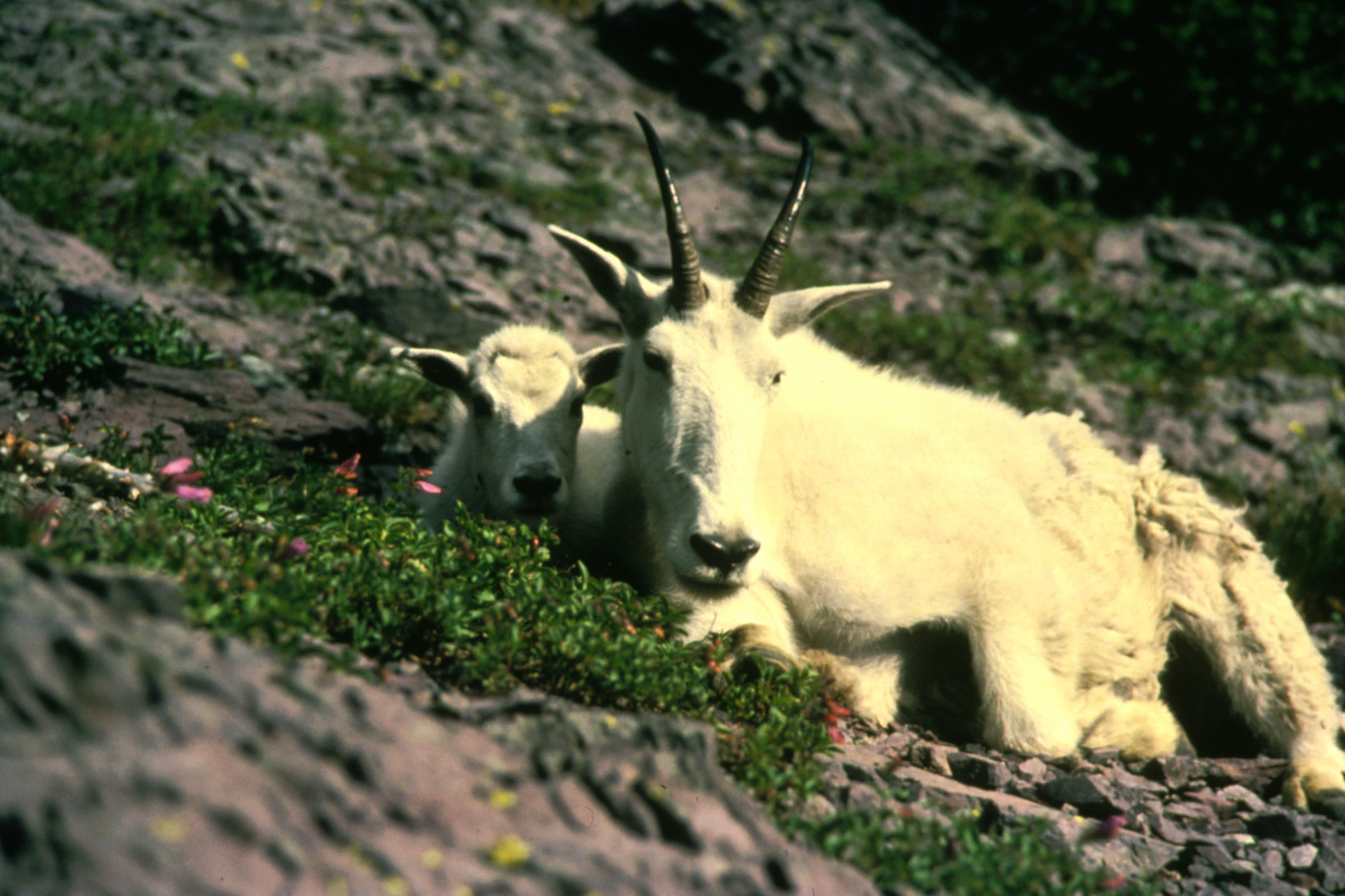
Moeder met lam

De bronsttijd valt tussen midden november en midden december, en duurt bijna twee weken. Sneeuwgeiten zijn polygaam, en het mannetje zal tijdens de bronsttijd op zoek gaan naar vrouwtjes, trekkende van woongebied naar woongebied. Vrouwtjes laten mannetjes soms al voor de bronsttijd toe in het woongebied, maar zullen pas in de bronsttijd paren. Bij voedselschaarste zullen de vrouwtjes echter het mannetje wegjagen uit hun territorium. Mannetjes zullen de vrouwtjes beschermen tegen rivalen, maar ze zijn zelf onderschikt aan de vrouwtjes.
Ze graven kuilen van zo'n dertig centimeter diep, waarin ze hun ontlasting achterlaten. Met een muskusachtige afscheiding uit de geurklier op de punt van zijn hoorns markeert het mannetje het vrouwtje, door zijn hoofd langs haar lichaam te schuren. Ook markeert hij de begroeiing. Rivaliserende mannetjes zullen elkaar bedreigen en uitdagen, onder andere door om elkaar heen te draaien en schijnaanvallen te doen. Echte gevechten komen echter zelden voor, omdat de scherpe hoorns lelijke, zelfs dodelijke verwondingen kunnen toebrengen, maar ook makkelijk afbreken.
De lammeren worden geboren na een draagtijd van 180 dagen, tussen midden mei en midden juni. Per worp krijgt een vrouwtje één tot drie lammeren, die zo'n drie kilogram wegen. De lammeren worden geboren op een steile helling. Jonge sneeuwgeiten kunnen al vlak na de geboorte lopen en klimmen. Ze lijken op volwassen dieren, maar hebben vaak bruine haren op de rug. Enkele dagen na de geboorte zullen ze al vast voedsel eten, alhoewel ze pas in augustus of september worden gespeend. Jongen blijven bij hun moeder tot de geboorte van de volgende lammeren.